# Hekat
Hekat – jednostka miary objętości, około 4,78 litra, używana w starożytnym Egipcie.
Używana powszechnie jako miara przy mierzeniu głównie zboża, ale też innych towarów sypkich, np. mąki. Stosowana już w czasie XII dynastii i w okresach późniejszych aż do ok. 700 p.n.e.
Szereg przykładów praktycznych obliczeń matematycznych objętości zbóż z użyciem hekat wymienia starożytny Papirus Rhinda.